# Jeremy Carver
Jeremy Carver é um roteirista e produtor de televisão americano, mais conhecido por seu trabalho na série Supernatural e como co-desenvolvedor da versão norte-americana de Being Human e adaptação telesiva do filme Frequency.

## Carreira
A carreira de Carver começou em 2004, quando ele serviu como um roteirista de consultoria sobre o falhado piloto de televisão Fearless, baseado na série de romances de Francine Pascal. Em 2006, ele escreveu um episódio da série Waterfront da CBS, mas a série foi cancelada antes de sua estreia e episódio de Carver nunca foi ao ar. 
Em 2007 começou a trabalhar em Supernatural como um roteirista e um editor da história. Ele se tornou um co-produtor na quinta temporada, antes de sair da série no final desse ano. Ele retornou como co-showrunner da série na oitava temporada. Durante suas três temporadas na série, Carver escreveu ou co-escreveu onze roteiros para a série. Naquela série, havia um personagem, um escritor/profeta chamado Chuck Shurley, que passou pelo nome de caneta "Carver Edlund", uma combinação do último nome de Carver e de Ben Edlund, outro roteirista de Supernatural.
Depois de seu trabalho em Supernatural ele serviu como um produtor executivo e showrunner de Being Human da Syfy, que teve quatro temporadas. Além disso, Carver também escreveu e desenvolveu Frequency.